# Bni Khloug
Bni Khloug  è un comune rurale del Marocco situato nella provincia di Settat collocato tra Ghisser e El Brouj.